# Per Skau
Per Skau (* 22. Mai 1968 in Farum) ist ein ehemaliger dänischer Dartspieler.

## Karriere
Skau war 1991 erstmals bei der BDO-Weltmeisterschaft vertreten und verlor zum Auftakt gegen Dave Whitcombe. Bereits 1992 gelang ihm in der 1. Runde die Revanche. Er bezwang Whitcombe. Anschließend verlor Skau gegen Phil Taylor. 1993 war Skau in eine kontroverse Szene verwickelt, als er gegen den haushohen Favoriten Eric Bristow die ersten vier Legs gewann. Als Bristow das fünfte Leg schließlich gewann, gab er Skau beinahe einen Kopfstoß und gewann letztlich mit 3:1 in den Sätzen. 1996 gelang ihm nach ein weiterer Sieg im Lakeside Country Club, gegen Eric Burden behielt er die Oberhand. Im Achtelfinale unterlag er allerdings Colin Monk. Auch erreichte Skau das Viertelfinale des Winmau World Masters 1991. Hier schlug er Les Delderfield und Mike Gregory, bevor gegen den US-Amerikaner Dave Kelly Schluss war.
Skau gewann zudem einige der von der World Darts Federation (WDF) organisierten Open-Turniere. So war er etwa bei den Finnish Open 1991, den Swedish Open und den Swiss Open 1993 und den German Open 1994 erfolgreich. Während der Swiss Open 1993 gelang ihm außerdem ein Nine dart finish.
Nach längerer Pause trat Skau dann 2009 wieder in Erscheinung, als er das Finale der JFM Championships erreichte und dort gegen Per Laursen verlor. Bei dänischen nationalen Meisterschaften 2013 konnte seinen fast 20 Jahre zuvor errungenen Titel zurückgewinnen. In den Jahren 2016 und 2017 gewann er die Veranstaltung erneut. Bis 2015 nahm Skau zudem regelmäßig an den Turnieren der PDC Nordic & Baltic Darts Tour teil. Mehrere Male verfehlte er hierbei knapp die Qualifikation zur Weltmeisterschaft. 2015 nahm er auch einmalig am World Cup of Darts teil. Zusammen mit Per Laursen verlor er in der 1. Runde ohne Leggewinn gegen England, bestehend aus Adrian Lewis und Phil Taylor.

## Weltmeisterschaftsresultate

### BDO
- 1991: 1. Runde (1:3-Niederlage gegen  Dave Whitcombe) (Sätze)
- 1992: Achtelfinale (1:3-Niederlage gegen  Phil Taylor)
- 1993: 1. Runde (1:3-Niederlage gegen  Eric Bristow)
- 1994: 1. Runde (0:3-Niederlage gegen  Martin Adams)
- 1995: 1. Runde (1:3-Niederlage gegen  Paul Hogan)
- 1996: Achtelfinale (2:3-Niederlage gegen  Colin Monk)

## Titel

### BDO/WDF
- Finnish Open Sieger: 1991
- German Open Sieger: 1994
- Nordic Cup Open Sieger: 1990, 1994
- Swedish Open Sieger: 1993
- Swiss Open Sieger: 1993

### Sonstige
- Nordic Cup – Sieger des Herren-Einzels: 1990, 1992, 1993
- Nordic Cup – Sieger des Herren-Doppels: 1990 (mit Kim Jensen), 1991 (mit Jan Guldsten)